# Inge Wettig-Danielmeier
Inge Wettig-Danielmeier (ur. 1 października 1936 w Heilbronn) – niemiecka polityk, działaczka Socjaldemokratycznej Partii Niemiec, w latach 1990–2005 deputowana do Bundestagu.

## Życiorys

### Wykształcenie
Ukończyła studia na Höhere Handelsschule w Getyndze, Wyższej Szkole Nauk Społecznych w Wilhelmshaven, Antioch College w Yellow Springs oraz Uniwersytecie w Getyndze, w 1966 uzyskała dyplom z socjoekonomiki. Pracowała jako korespondentka zagraniczna i tłumaczka z języka angielskiego i hiszpańskiego, po ukończeniu studiów została asystentką na Instytucie Prawa Pracy i Prawa Socjalnego, a następnie na Seminarium Politologii Uniwersytetu w Getyndze. 

### Działalność polityczna
W 1959 wstąpiła do Socjaldemokratycznej Partii Niemiec. W latach 1968–1973 była członkinią rady powiatu Göttingen, w 1972 uzyskała mandat do Landtagu Dolnej Saksonii jako druga kobieta w historii. Rok później za jej inicjatywą powstała Grupa Robocza Kobiet Socjaldemokratycznych (niem. Arbeitsgemeinschaft Sozialdemokratischer Frauen), w latach 1981–1992 była jej przewodniczącą. W 1982 została członkinią zarządu partii, do 1992 była przewodniczącą partyjnej komisji ds. polityki edukacyjnej. W 1990 wybrana do Bundestagu, rok później objęła funkcję skarbnika federalnego Socjaldemokratycznej Partii Niemiec. Mandat poselski sprawowała do 2005 roku, w 2007 przestała pełnić funkcję skarbnika i członka partyjnych władz.

### Życie prywatne
Jest żoną polityka Klausa Wettiga, ma z nim trójkę dzieci.